# Bryum tenue
Bryum tenue är en bladmossart som beskrevs av Dickson och Withering 1801. Bryum tenue ingår i släktet bryummossor, och familjen Bryaceae. Inga underarter finns listade i Catalogue of Life.